# Antonio Ferrer del Río
Antonio Ferrer del Río (Madrid, 12 de junio de 1814-El Molar, 22 de agosto de 1872) fue un historiador, periodista y escritor español, perteneciente al Romanticismo.
Discípulo de Alberto Lista y amigo de Manuel José Quintana, vivió de joven en Cuba y colaboró en la prensa de La Habana. Su discurso de ingreso en la Real Academia Española versó sobre la oratoria sagrada en el siglo XVIII. Dirigió La América y fue redactor de El Laberinto, Revista Española de Ambos Mundos y El Heraldo.

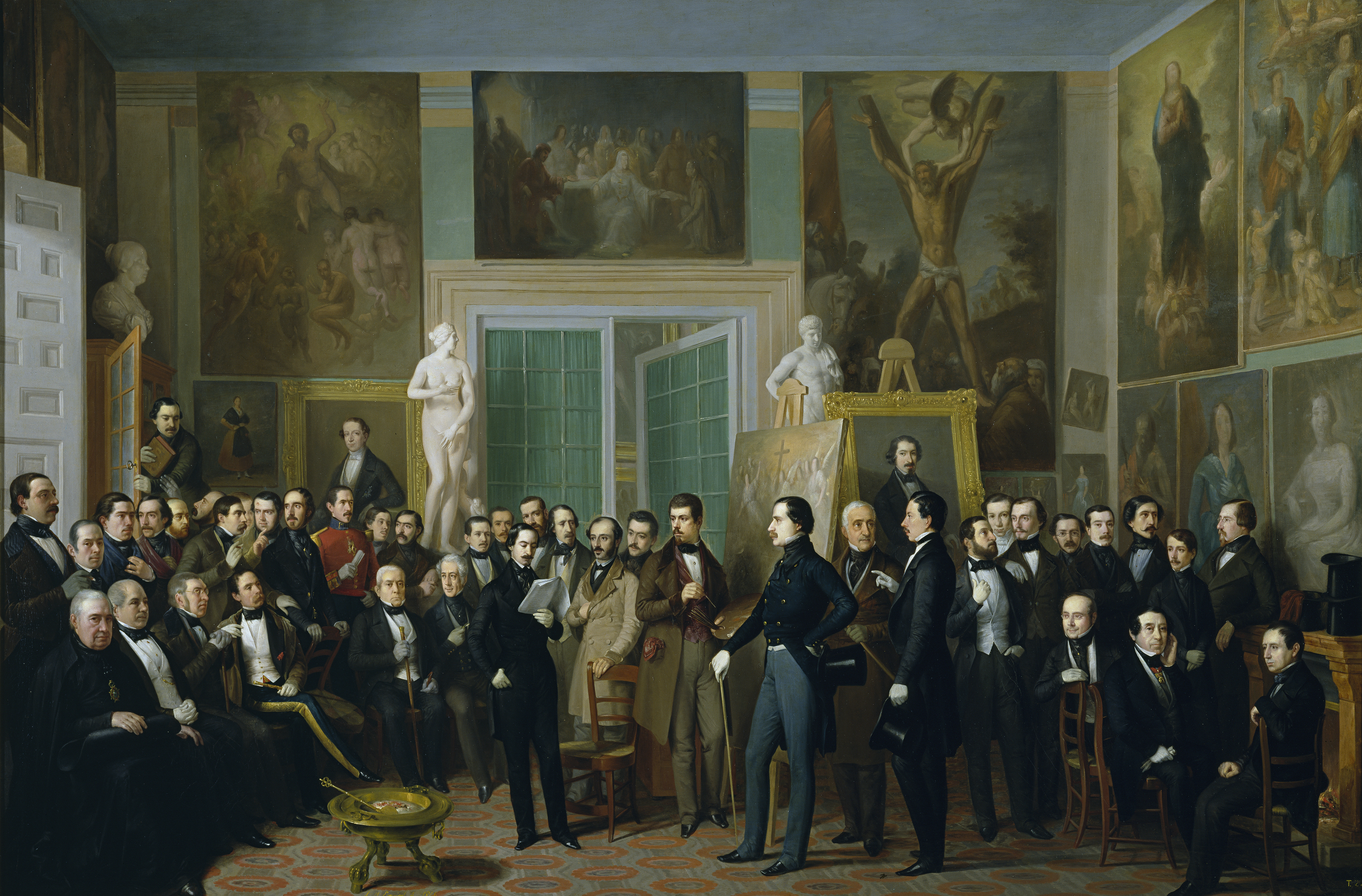
Antonio Ferrer del Río retratado en Los Poetas contemporáneos, de Antonio María Esquivel.

Usó el pseudónimo «El Madrileño» en su etapa cubana. Compuso dramas históricos como La senda de espinas (1859) o Francisco Pizarro (1861), en torno a las circunstancias de la muerte de este. Su discurso en contestación al de Antonio García Gutiérrez en su ingreso a la Academia (1862) tiene interés al tratar sobre el refranero como condensación de la filosofía de la historia española. Tradujo la Historia universal (1847-1850) de César Cantú. Participó en la colección costumbrista El sombrero (1855). Escribió varias obras históricas, entre las que destaca su Historia del reinado de Carlos III (1856). Su Galería de la literatura española (1846) contiene numerosas anécdotas y valiosos juicios sobre los principales autores románticos. 
Figura en la colección de cuadros costumbristas titulada Los españoles pintados por sí mismos con tres trabajos: «El indiano» (estampa cínica de la pobreza de Galicia y Asturias, que obliga a sus habitantes a emigrar a América, y del comportamiento del emigrante a su regreso); «El diputado a Cortes», donde ironiza sobre la abundancia de las revoluciones en España que hace que las Cortes aparezcan y desaparezcan como por arte de magia, y analiza el funcionamiento interior de la institución, sus intrigas, sus discursos pomposos, el voto dirigido; en «El ciego» estudia su variado perfil de transmisor de noticias políticas, literatura de cordel, pícaro y mendigo.